# Aleuropteryx longipennis
Aleuropteryx longipennis är en insektsart som beskrevs av Meinander 1974. Aleuropteryx longipennis ingår i släktet Aleuropteryx och familjen vaxsländor. Inga underarter finns listade i Catalogue of Life.